# Pesto (album)
Pesto is een ep van de Amerikaanse ska-punkband Less Than Jake. Het album werd uitgegeven op 15 maart 1999 op cd via Very Small Records en op 7-inch vinyl via Too Many Records, een sublabel van Very Small Records. Het album bevat vroege demo's van de band. Het nummer "Good Time for Change" is te horen als bonustrack op het verzamelalbum Losers, Kings, and Things We Don't Understand uit 1995.

## Nummers
1. "Good Time for Change" - 2:20
2. "Black Coffee on the Table" - 2:24
3. "Process" - 2:39
4. "Green Eyed Monster" - 3:11

## Band
- Chris Demakes - gitaar, zang
- Shaun Grief - basgitaar, achtergrondzang
- Vinnie Fiorello - drums